# Hara László (fagottművész, 1943–1993)
Ifj. Hara László (Budapest, 1943. február 12.–Helsinki, 1993. június 30.) Liszt Ferenc-díjas fagottművész, tanár, Hara László fia.
„A 20. század egyik, ha nem a legnagyobb fagottművésze volt, nem csak fagottos, hanem muzsikus, elképesztő fagott-tudással és lenyűgöző zenei érzékenységgel, ötletekkel…”

## Élete
Id. Hara László fagottművész fiaként már fiatalon a fagott mesterévé vált. Már 1965-ös zeneakadémiai diplomaszerzése előtt olyan magyar és külföldi zenekarokban bizonyította szólista rátermettségét, mint a Magyar Állami Hangversenyzenekar, a Liszt Ferenc Kamarazenekar, a Budapesti Fesztiválzenekar, vagy a Helsinki Philharmonic Orchestra, szimfonikus darabok bensőséges és virtuóz, bársonyos és lágy hangszínt kölcsönözve hangszerenek a világ legnagyobb hangversenytermeiben, hanglemezfelvételein. Szóló- és zenekari karrierje mellett komoly része volt a hazai fúvós-kamarazene kultúra megalapozásában. Alapító tagja, s művészeti vezetője volt a Filharmónia Fúvósötösnek, amely rövid idő alatt nemzetközi hírnévre tett szert a magyar és külföldi zeneszerzők klasszikus, kortárs műveinek tolmácsolásával.
Aktív zenészi tevékenysége mellett kiemelkedő részt vállalt a magyarországi fagottosoktatás fejlesztésében. Édesapjával, id. Hara László fagottművésszel karöltve teremtették meg a magyar fagottiskolát. Fiatal fagottművészek egész sorát nevelte ki, megnyerő humorával, nagyfokú szakmaiságával és segítő meglátásaival a jövő fagottos társadalmának megalapozva.
Élete utolsó éveiben a helsinki Sibelius Zeneművészeti Főiskolán tanított, és a Helsinki Opera fagottosa volt.

## Magánélete
1978-ban megnősült. 1993 nyarán Helsinkiben tragikus körülmények között hunyt el, 50 éves korában.

## Díjai, elismerései
- Liszt Ferenc-díj, 1985
- A Magyar Köztársasági Érdemrend kiskeresztje, polgári tagozat, 1996

## Emlékezete
- „KISHARA” – Ifj. Hara László fagottművész emlékére – dokumentumfilm, m5 televízió, 2023, február 12. 50 perc